# Cylisticus brachyurus
Cylisticus brachyurus är en kräftdjursart som beskrevs av Radu 1951. Cylisticus brachyurus ingår i släktet Cylisticus och familjen Cylisticidae. Inga underarter finns listade i Catalogue of Life.